# Марьяновка (Глодосская сельская община)
Марья́новка (укр. Мар'янівка) — село в Глодосской сельской общине Новоукраинского района Кировоградской области Украины.
Население по переписи 2001 года составляло 77 человек. Почтовый индекс — 27117. Телефонный код — 5251. Код КОАТУУ — 3524080605.